# Окружний адміністративний суд міста Києва
Окружний адміністративний суд міста Києва (ОАСК) — ліквідований спеціалізований адміністративний суд першої інстанції, що діяв у Києві, його юрисдикція поширювалася на це місто, відомий численними скандалами та корупцією. 13 грудня 2022 року суд було ліквідовано згідно з ухваленим Законом України.

## Історія
Законом про судоустрій України, ухваленим у 2002 році, було визначено, що місцеві адміністративні суди утворюються в округах відповідно до указу Президента України.
16 листопада 2004 року Президент України Леонід Кучма видав указ «Про утворення місцевих та апеляційних адміністративних судів, затвердження їх мережі та кількісного складу суддів», яким зокрема утворив Окружний адміністративний суд міста Києва, що мав розташовуватися у місті Києві, з юрисдикцією, що поширювалася на місто Київ.

### Плівки Вовка
У липні 2019 НАБУ оприлюднило записи розмов, що стали відомими як «плівки Вовка», на них судді ОАСК обговорювали вплив на суди та владу. У серпні 2019 року голові ОАСК Павлу Вовку, який очолював суд з 2004 року, та трьом його колегам вручили підозри у скоєнні злочинів. Їх, зокрема, звинувачували в організації перешкоджання діяльності судових органів влади та втручання в їхню діяльність. Вовк назвав ці дані «монтажем», а справу політичною. Тоді Вища рада правосуддя відмовилася його відсторонити.
21 січня 2020 року відбулись збори суддів ОАСК на яких, шляхом таємного голосування, було переобрано Павла Вовка головою суду. За рішення проголосували 39 із 42 присутніх суддів.
В липні 2020 року детективи НАБУ разом з СБУ викрили систему керованого правосуддя, яке використовувалося головою ОАСК для особистого збагачення, а також як інструмент захоплення влади у судовій системі. Вовк заявив, що не має наміру йти з посади після скандалу з плівками, а записи розмов назвав сфальсифікованими.
ГО «Центр протидії корупції» (ЦПК) вимагала відставки Павла Вовка з посади голови ОАСК через «плівки Вовка». ЦПК також вважає, що необхідно розпустити ОАСК через низьку довіру до справедливості винесених у цьому суді рішень та передати його справи іншим судам. Вовк заявив, що вважає посіпаками різного роду громадські організації, що підтримують «корупціонера з НАБУ».
У  вересні 2020 року Вища рада правосуддя (ВРП) відмовилася відстороняти Вовка від керування ОАСК, пояснивши це тим, що він не отримав статус підозрюваного. Відповідне клопотання повернули Венедиктовій. У березні 2021 Генеральна прокурорка Ірина Венедіктова заявила, що з самого початку не бачила судової перспективи у справі щодо голови ОАСК Павла Вовка. Вона зазначила, що не може «приволокти» суддю Вовка до суду.

### Ліквідація
3 лютого 2021 року Офіс Президента України направив до Вищої ради правосуддя (ВРП) на оцінку законопроєкт про ліквідацію ОАСК та Київського окружного адмінсуду, які планувалося замінити на Окружний адміністративний суд Київської області та Києва. Задекларованою метою проєкту були «оптимізація видатків державного бюджету» та «доступ громадян до незалежного та безстороннього суду». 5 березня ВРП затвердила висновок на цей законопроєкт, у якому зазначила, що реалізація законопроєкту «не видається можливою до моменту створення та початку роботи… Вищої кваліфікаційної комісії суддів».
13 квітня 2021 року президент Зеленський вніс до Верховної Ради як невідкладний проект Закону України «Про ліквідацію Окружного адміністративного суду міста Києва». Проєктом передбачалося утворення нового Київського міського окружного адміністративного суду замість ОАСК, а до його утворення передачу усіх справ від ОАСК до існуючого Київського окружного адміністративного суду з юрисдикцією у Київській області. Водночас представник президента Федір Веніславський заявив, що усім діючим суддям ОАСК буде запропоновано перейти до нового суду.
9 грудня 2022 року Сполучені Штати Америки ввели персональні санкції проти голови суду Павла Вовка «через корупцію та перешкоджання правосуддю», а також проти членів його родини.
13 грудня 2022 року Верховна Рада України ухвалила закон про ліквідацію ОАСК, раніше внесений Зеленським. У той же день президент Зеленський підписав цей закон, про що повідомив у своєму щоденному вечірньому зверненні. В ОАСК натомість заявили, що ліквідація суду та утворення Київського міського окружного адмінсуду не відповідає положенням Конституції України, процесуального законодавства та вимогам воєнного часу. Наступного дня закон був опублікований у газеті «Голос України», і вже 15 грудня набув чинності. З 15 грудня ОАСК натомість припинив слухати всі справи, незалежно від стадії, на якій був розгляд.

## Компетенція
Суд розглядав справи, пов'язані з суперечками фізичних або юридичних осіб із суб'єктом владних повноважень щодо оскарження його рішень, дій чи бездіяльності. Саме в адміністративних судах розглядають спори, пов'язані із публічною службою.
Правовий захист, що забезпечують адміністративні суди, спрямований не на покарання протиправної поведінки, а на поновлення законного стану. Пріоритети адміністративної юстиції полягають у сфері захисту прав громадянина, а не держави, що має сприяти зростанню довіри до судової влади в країні.
Окружний адміністративний суд міста Києва неодноразово зобов'язував Кабмін переглянути прожитковий мінімум. У 2022 році ОАСК визнав протиправною постанову Уряду про скорочення строку дії мораторію на податкові перевірки.

### Розглядав
- суперечки фізичних чи юридичних осіб із суб'єктом владних повноважень щодо оскарження його рішень (нормативно-правових актів чи правових актів індивідуальної дії), дій чи бездіяльності;
- суперечки з приводу прийняття громадян на публічну службу, її проходження, звільнення з публічної служби;
- суперечки між суб'єктами владних повноважень з приводу реалізації їхньої компетенції у сфері управління, у тому числі делегованих повноважень;
- суперечки, що виникають щодо укладання, виконання, припинення, скасування чи визнання нечинними адміністративних договорів;
- суперечки за зверненням суб'єкта владних повноважень у випадках, встановлених Конституцією та законами України;
- суперечки щодо правовідносин, пов'язаних з виборчим процесом;
- суперечки фізичних чи юридичних осіб із розпорядником публічної інформації щодо оскарження його рішень, дій чи бездіяльності у частині доступу до публічної інформації.

## Судді
- Голова суду — Вовк Павло Вячеславович
- Заступник голови суду — Аблов Євгеній Валерійович
- Заступник голови суду — Келеберда Володимир Іванович

Відповідно до Наказу Державної судової адміністрації України від  08.08.2017 № 841 кількісний склад  суддів  Окружного адміністративного суду міста Києва  становить 49 одиниць.

## Розташування
- вулиця Петра Болбочана, буд. 8, корп. 1 (керівництво суду, канцелярія, судді, помічники суддів, секретарі);
- вулиця Велика Васильківська, 81а (Судді, помічники та секретарі суддів)

## Скандальні рішення
- 9 грудня 2013, під час Революції гідності, суддя ОАСК Євген Аблов протягом шести годин «розглянув» позов цивільної особи, яка стверджувала, що барикади протестувальників у центрі Києва «створюють незручності для пересування». Суд виніс рішення про необхідність розблокувати Хрещатик та інші вулиці столиці. Це стало формальною підставою для поліціянтів спробувати розігнати протестувальників. У ніч проти 11 грудня 2013 «беркутівці» намагалися штурмувати барикади і почали «зачистку» Майдану[5].
- 11 грудня 2018 ОАСК поновив Романа Насірова на посаді голови Державної фіскальної служби та зобов'язав ДФС виплатити йому компенсацію зарплати за час відсутності. У березні 2017 Насірова затримали НАБУ за підозрою у зловживанні службовим становищем (у співучасті у «газових схемах» нардепа Олександра Онищенка). Його усунули з посади голови ДФС, а 31 січня 2018 Кабмін звільнив Насірова через подвійне громадянство.
- 5 лютого 2019 ОАСК тимчасово заборонив Уляні Супрун виконувати обов'язки міністра охорони здоров'я України. Суд задовольнив позов Ігоря Мосійчука про те, що Супрун начебто не може працювати в уряді, бо є громадянкою США. За 10 днів ОАСК повернув повноваження міністру охорони здоров'я.
- У квітні 2019 ОАСК визнав «незаконною» націоналізацію ПриватБанку, задовольнивши позов олігарха Коломойського до НБУ та Кабміну України. Суд вирішив, що процедуру націоналізації було порушено, а підстави відповідачів про віднесення ПриватБанку до неплатоспроможних були недостатніми. НБУ оскаржив це рішення.
- У 2020 році ОАСК визнав символіку дивізії СС Галичина «нацистською»[5].
- 28 січня 2021 Київський окружний адмінсуд скасував постанову Кабміну 2019 року про затвердження нової редакції українського правопису. За рішенням суду, Кабмін діяв поза своєю компетенцією та з порушенням законодавства при ухваленні постанови про нові правила української мови. 11 травня 2021 року Апеляційний суд визнав рішення ОАСК незаконним.
- У грудні 2021 ОАСК відкрив провадження за позовом колишнього президента Віктора Януковича, де той вимагав визнати недійсним рішення ВРУ про його усунення. Секретар РНБО Олексій Данілов пояснив це бажанням РФ через ОАСК повернути Януковича до України[5].